# Francesco Bracci
Francesco Bracci (ur. 5 listopada 1879 w Vignanello, zm. 24 marca 1967 w Rzymie) – włoski duchowny rzymskokatolicki, urzędnik Kurii Rzymskiej, sekretarz Świętej Kongregacji ds. Dyscypliny Sakramentów w latach 1935–1958, kardynał diakon od 1959.

## Życiorys
Ukończył seminarium w rodzinnej diecezji Civity Castellany, a także Uniwersytet Rzymski. Święcenia kapłańskie otrzymał 6 czerwca 1903. Pracował następnie w rodzinnej diecezji jako rektor seminarium, oficjał w kurii diecezjalnej, kanclerz i kanonik katedry. W latach 1914–1934 członek Roty Rzymskiej. Od 1935 do 1958 był sekretarzem Świętej Kongregacji ds. Dyscypliny Sakramentów. W 1922 otrzymał godność prałata.
Na konsystorzu w grudniu 1958 kreowany kardynałem diakonem. 5 kwietnia 1962 otrzymał nominację na arcybiskupa tytularnego Idassy. Stało się to z powodu ogłoszenia wymogu, iż każdy kardynał musi posiadać święcenia biskupie. Sakrę otrzymał w bazylice laterańskiej z rąk papieża Jana XXIII wraz z jedenastoma innymi kardynałami. Brał udział w konklawe 1963. Zmarł w Wielki Piątek 1967. Pochowany w kościele w rodzinnej miejscowości.